# Douglas DC-4
Douglas DC-4 — американский четырёхмоторный поршневой авиалайнер, разработанный и выпускавшийся серийно компанией Douglas Aircraft Company в период с 1938 по 1947 год. Он был доступен в различных модификациях: пассажирских и транспортных. Всего было произведено 80 самолётов DC-4 в гражданском варианте и 1163 самолёта C-54/R5D, которые служили в армии и на флоте.

## Разработка самолёта, серийное производство и модификации
В конце 1930-х годов в США наблюдался стремительный рост авиаперевозок, и крупные авиакомпании остро нуждались в самолёте с вдвое большей полезной нагрузкой, чем у DC-3. В 1939 году American Airlines, Eastern Air Lines и United Air Lines выделили компании Douglas Aircraft средства на разработку нового четырёхмоторного самолёта, который должен был превзойти DC-3 по грузоподъемности и дальности полёта [1].
Предприятие Douglas Aircraft Company впервые использовало обозначение DC-4E (E — экспериментальный) для разработки нового четырёхмоторного самолёта для дальних пассажирских и грузовых перевозок, дополняя успешный DC-3. На основе этого проекта был создан самолёт, получивший обозначение DC-4. Ключевым конструктивным нововведением в новом проекте стала носовая стойка шасси — до этого транспортные самолёты в подавляющем большинстве имели схему шасси с хвостовым колесом. Это решение позволило улучшить характеристики самолёта на взлёте и посадке, а также применить фюзеляж постоянного сечения.
Руководство Douglas Aircraft было уверено в технических характеристиках создаваемого самолёта, поэтому приняло решение не строить прототипы, а сразу запустить его в серийное производство. На авиационном заводе фирмы в Санта-Монике была запущена первая серия из 24 самолётов [1].
Однако начавшаяся Вторая мировая война изменила первоначальные планы. Дальности полёта DC-3 не хватало, чтобы преодолевать большие расстояния между американскими базами на Тихоокеанском театре военных действий. Поэтому военное ведомство США поручило модифицировать DC-4 в военно-транспортный самолёт, получивший обозначение C-54. Первый полёт DC-4, уже под обозначением C-54, состоялся 14 февраля 1942 года. Испытания на заводском аэродроме прошли быстро и успешно. В марте 1942 года первый экземпляр был передан заказчику. Остальные 23 самолёта из первой серии были переданы Пентагону к февралю 1943 года. Эти гражданские самолёты были адаптированы для военных перевозок [1].
Модификации самолёта C-54A и C-54B были рассчитаны на перевозку 50 полностью экипированных солдат или 14 515 кг груза. Пол был усилен, а по левому борту находился двойной люк. Самолёты производились на двух авиационных заводах в Санта-Монике и Чикаго. Всего было выпущено 472 экземпляра [1]. Один из самолётов был передан в Великобританию, где использовался как персональный самолёт У. Черчилля. На президентском самолёте С-54А-5 Франклина Рузвельта было установлено три салона с креслами и столами, а также специальный подъёмник для инвалидного кресла американского президента [1].
C-54-DC — это военно-транспортный самолёт, который производился на заводе в Чикаго. Оснащённый двигателями R-2000-11, было выпущено 380 экземпляров этой модели.
С-54E — ещё одна модификация, которая могла легко трансформироваться из военно-транспортного самолёта в пассажирский с салоном на 44 кресла. Всего было произведено 125 таких самолётов.
C-54G-DO — это ещё одна версия С-54E, но с двигателями R-2000-9. В общей сложности было изготовлено 162 экземпляра.
Во время войны было произведено 1162 самолёта различных модификаций..

## Эксплуатация
Прототип DC-4E совершил свой первый полёт 7 июня 1938 года. Хотя в целом самолёт был успешным, он также имел некоторые недостатки: неэкономичность и сложность в эксплуатации и обслуживании.
Компании Eastern Air Lines и United, вложившие средства в разработку, планировали отказаться от заказа этих машин. Однако начавшаяся вскоре война изменила ситуацию: практически готовый транспортный самолёт оказался востребованным в военно-транспортной авиации. С февраля 1942 года началось серийное производство, и самолёт получил обозначение C-54 Skymaster в армейской авиации и R5D — в варианте для флота.
В Военно-воздушных силах США (USAAF) самолёт активно использовался на трансатлантических и тихоокеанских маршрутах. Число рейсов через Атлантический океан достигало 20 в сутки. С-54 могли летать из Ньюфаундленда в Великобританию без посадки. В январе 1945 года эти самолёты обеспечивали проведение ялтинской конференции (операция Argonaut). В сентябре 1945 года С-54 доставил из Токио в Вашингтон документальный фильм о подписании акта о капитуляции Японии.

После окончания войны С-54 продолжали служить в качестве транспортных самолётов в американских ВВС и в вооруженных силах других стран. В 1948–1949 годах они обеспечивали работу "Берлинского воздушного моста".

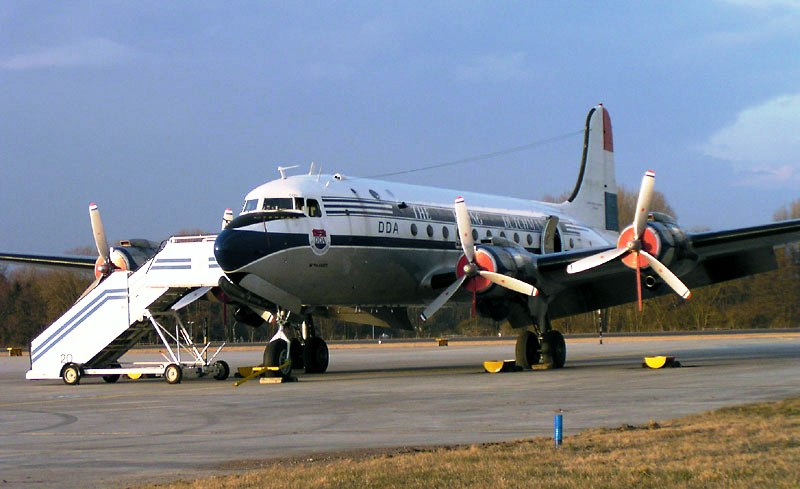
C-54/DC-4 в исторической окраске «Flying Dutchman»(KLM), Dutch Dakota Association, Lelystad, Голландия

После окончания войны компания Douglas активно занималась продвижением своего самолёта на рынок. Однако в первые послевоенные годы на рынке появилось более 500 транспортных самолётов C-54 и R5D, которые были сняты с военной службы. Многие из них были незамедлительно переоборудованы в пассажирский вариант, и это было сделано самой компанией Douglas на заводах в Санта-Монике и Эль Сегундо. Самолёту вернули прежнее название DC-4.
В Европе конверсию военных машин в гражданские выполняла голландская фирма Fokker. Эти самолёты нашли широкое применение в чартерных авиаперевозках. Их эксплуатировали такие компании, как Great Lakes Airlines, North American Airlines, Universal Airlines и Transocean Airlines. В 1950-х годах крупнейшим эксплуатантом C-54/DC-4 была компания Transocean Airlines из Окленда, Калифорния.
Всего, за исключением военных вариантов, компания Douglas выпустила 79 новых самолётов DC-4. Среди них были как пассажирский самолёт DC-4-1009, вмещавший до 86 человек, так и грузовой вариант DC-4-1037. Выпуск послевоенной серии продолжался с января 1946 по август 1947 года. Эти самолёты приобретались компаниями National Airlines, Northwest Airlines и Western Airlines. Зарубежными эксплуатантами машины были, в частности, KLM Royal Dutch Air Lines, Scandinavian Airlines System, Sabena Belgian World Airlines, Avianca и South African Airways.
Самолёты DC-4 стали первыми, кто открыл регулярное сообщение из Северной Америки в Европу через Атлантику. Они эксплуатировались в Канаде, Центральной и Южной Америке, Австралии, Восточной Азии, на Ближнем Востоке и в Африке. В некоторых африканских странах DC-4 продолжают использоваться на чартерных и грузовых линиях до сих пор.
В Канаде авиакомпании эксплуатировали самолёты, изготовленные по лицензии на авиастроительной фирме Canadair Ltd. Самолёты канадского производства имели название DC-4M. В Великобритании на базе C-54B был создан и изготовлен 21 самолёт с двухпалубной передней частью фюзеляжа для транспортировки автомобилей через Ла-Манш.
Дальнейшие модификации
Компания Canadair произвела глубокую модернизацию самолёта DC-4M North Star, оснастив его двигателями Rolls-Royce Merlin. Эти самолёты, известные также как DC-4M, C-4, и C-5, были выпущены в количестве 71 экземпляра, из которых 51 имел герметичный салон.
В 1959 году Aviation Traders выпустила свой вариант самолёта Carvair (ATL-98), который представлял собой переоборудованный DC-4 / C-54s. 21 такой самолёт был конвертирован в грузопассажирский вариант, способный перевозить 22 пассажиров и пять автомобилей.
Боевые действия
30 января 1978 года самолёт DC-4 ВВС Чада был поражён из переносного зенитно-ракетного комплекса «Стрела-2». В результате аварии самолёт совершил вынужденную посадку в пустыне в 55 километрах от города Файя-Ларгеау и полностью сгорел.

## Конструкция
DC-4 — это дальнемагистральный цельнометаллический свободнонесущий низкоплан классической схемы с четырьмя поршневыми двигателями и убирающимся трехопорным шасси. Экипаж состоит из шести человек: командира, второго пилота, штурмана, радиста и двух членов сменного экипажа.
Фюзеляж выполнен в форме полумонокока овального сечения и делится на три части: пилотскую кабину, пассажирский салон и хвостовую часть. Пилотская кабина рассчитана на троих человек: командира, второго пилота и штурмана, а также имеет место для бортрадиста. Входная дверь в кабину находится по правому борту. За кабиной экипажа располагается передний грузовой отсек.
В военно-транспортном варианте С-54 позади грузового отсека находится отсек со спальными местами для двух членов сменного экипажа и оборудованием: туалет, вода, укладка для парашюта и спасательный плотик. Оба эти отсека имеют звукоизоляцию, но не являются герметичными.
В следующей части фюзеляжа находился пассажирский салон. Количество посадочных мест зависело от модификации самолёта и требований заказчика. В задней части салона располагались гардероб, буфет и туалетная кабина. Входная дверь в салон была установлена по левому борту в задней части фюзеляжа. Под полом пассажирского салона находился грузовой отсек. В транспортной версии на месте пассажирского салона располагался грузовой отсек с усиленным полом и двустворчатым люком.
- Крыло самолёта цельнометаллическое, имеет трапециевидную форму в плане, свободнонесущее и состоит из центроплана и двух отъёмных консолей. Центроплан, оснащённый тремя лонжеронами, выполнен зацело с фюзеляжем. Консоли крыла, выполненные на основе одного лонжерона, имеют постоянное сужение от корневых частей к законцовкам. В механизации крыла используются элероны и щелевые закрылки. Каркас элеронов выполнен из металла, а обшивка — из полотна. Закрылки располагаются от фюзеляжа до элеронов, а их передние кромки оснащены пневматическими антиобледенителями. Створки закрылков на нижней поверхности крыла имеют автоматическое устройство, которое обеспечивает плавное перетекание воздуха через щели при отклонении закрылков.

- Хвостовое оперение выполнено по классической схеме — однокилевое. Киль представляет собой двухлонжеронную конструкцию, которая жёстко закреплена на фюзеляже. На киле установлен руль направления. Стабилизатор выполнен в виде свободнонесущего двухлонжеронного элемента с рулём высоты. Руль направления и руль высоты имеют металлический каркас и полотняную обшивку. Для обеспечения точного управления они оснащены триммерами.[1]
- Шасси самолёта представляло собой убираемую трёхстоечную конструкцию с носовой стойкой. В хвостовой части фюзеляжа находился подпружиненный костыль. Носовая опора была управляемой и имела одно колесо без тормоза. Основные стойки шасси состояли из двух колёс и оснащались гидравлическими тормозами. Шины были низкого давления, а амортизация обеспечивалась воздушно-масляной системой. Шасси убиралось с помощью гидравлики. Основные стойки шасси убирались вперёд по направлению полёта, в гондолы внутренних двигателей, а носовая стойка помещалась в специальную нишу в носовой части фюзеляжа.[1]
- Силовая установка самолёта DC-4 представляла собой четыре поршневых звездообразных 14-цилиндровых двигателя Pratt & Whitney R-2000-7 воздушного охлаждения. Мощность каждого двигателя составляла 1450 лошадиных сил. Следует отметить, что на различных модификациях DC-4 и C-54 использовались и другие типы двигателей Pratt & Whitney R-2000, которые отличались по своей мощности и другим характеристикам. Однако на всех вариантах этих двигателей применялись двухскоростные нагнетатели.  Двигатели были установлены в аэродинамические мотогондолы на центроплане и защищены трёхсекционными капотами. На первых модификациях использовались трёхлопастные винты изменяемого шага, в то время как более поздние версии оснащались четырёхлопастными винтами. Диаметр винтов составлял 4,01 метра.  Стандартный запас топлива, который мог быть увеличен до 13 596 литров, находился в баках, интегрированных в конструкцию крыла.[1].
- Системы и управление самолётом На борту самолёта установлена электрическая система, обеспечивающая переменный ток напряжением 115 В и постоянный ток напряжением 24 В. Источником питания являются четыре генератора, приводимые в действие двигателями, и четыре аккумуляторные батареи.  На передних кромках крыла и стабилизатора смонтирована пневматическая противообледенительная система. Управление закрылками, элеронами, рулями высоты и направления, а также уборка шасси, поворот носовой стойки и привод стеклоочистителей осуществляются с помощью гидравлической системы.[1].

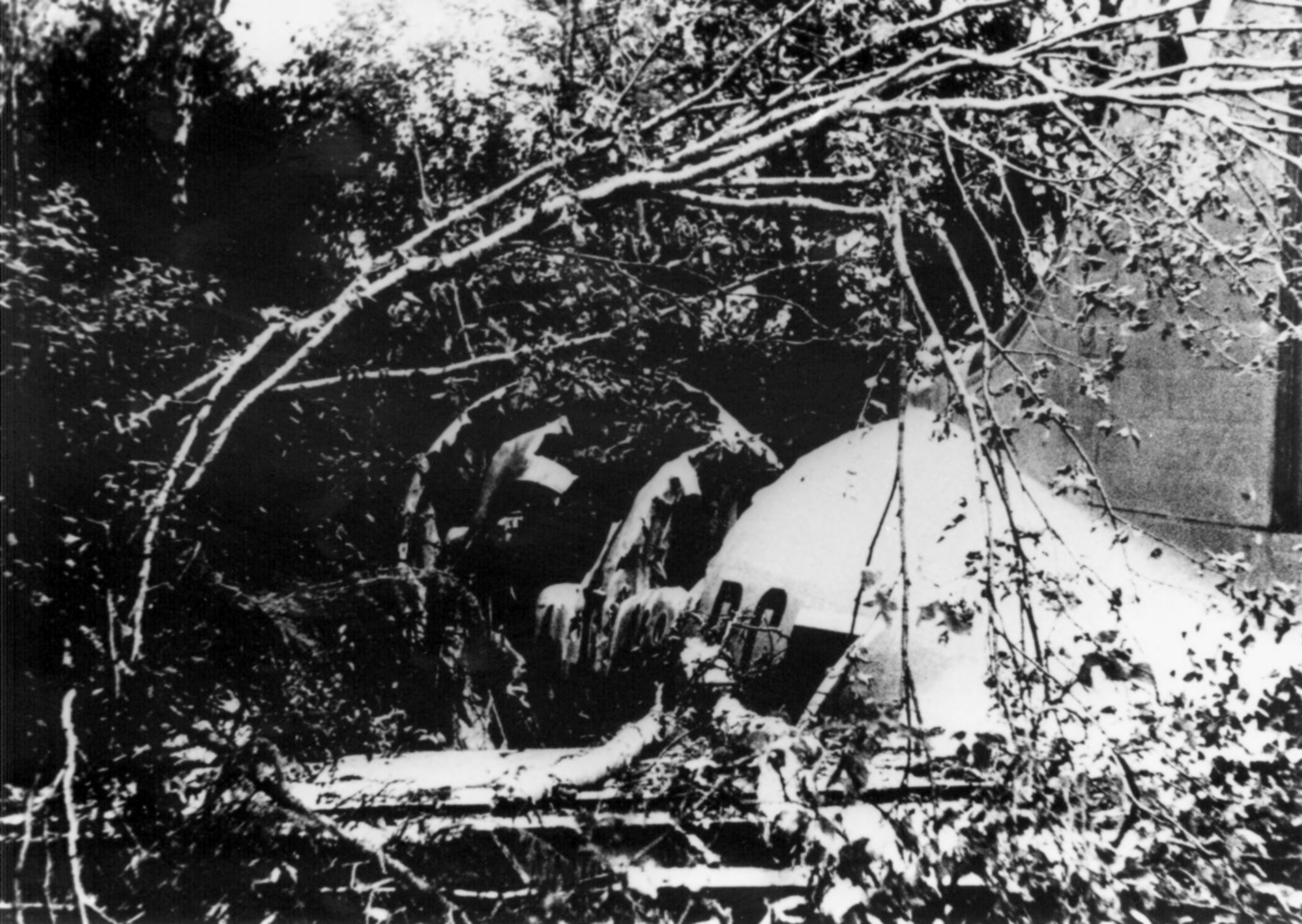
Обломки упавшего DC-4 ВМС США. В катастрофе погибло 27 человек. 1946 год

## Лётно-технические характеристики
Источник данных: «Уголок неба»

Технические характеристики
- Экипаж: 5 человек
- Пассажировместимость: от 40 до 80 пассажиров, максимально - 86
- Длина: 28,63 м
- Размах крыла: 35,81 м
- Высота: 8,38 м
- Площадь крыла: 135,6 м²
- Масса пустого: 19640 кг
- Нормальная взлётная масса: 33100 кг
- Максимальная взлётная масса: 33112 кг
- Силовая установка: 4 × ПД Pratt Whitney R-2000-7
- Мощность двигателей: 4 × 1450 л. с. (4 × 1081 кВт)

Лётные характеристики
- Максимальная скорость: 450 км/ч
- Крейсерская скорость: 365 км/ч
- Практическая дальность: 6839 км
- Практический потолок: 6800 м

## Потери
По данным сайта Aviation Safety Network, по состоянию на 24 апреля 2024 года, в общей сложности 385 самолётов Douglas DC-4 и их модификаций были потеряны в результате катастроф и серьёзных аварий. Было предпринято 16 попыток угона, в результате чего погибли 4 человека. Всего в этих происшествиях погибло 3488 человек.
15 января 1943 года в Суринаме произошла первая катастрофа с участием самолёта DC-4. По невыясненным причинам самолёт развалился в воздухе над джунглями, и все 35 человек, находившиеся на борту, погибли.
Самой страшной авиакатастрофой с участием самолёта DC-4 стала трагедия, произошедшая 3 июня 1967 года во французском Канигу. Из-за неисправного обогревателя салона экипаж получил отравление угарным газом, и самолёт потерпел крушение в горах. В результате аварии погибли все 88 человек, находившихся на борту. 
Также стоит упомянуть крупные катастрофы, такие как крушение DC-4 под Иссуденом (Канада) 11 августа 1957 года, в результате которого погибло 79 человек, и трагедия у Франсистауна (Ботсвана) 4 апреля 1974 года, унесшая жизни 78 человек.
Последняя крупная катастрофа, произошедшая по состоянию на 24 апреля 2024 года, случилась 23 апреля 2024 года на Аляске. Тогда грузовая модификация самолёта потерпела крушение во время взлёта. К сожалению, оба пилота на борту погибли.